# Пойда Ірина Костянтинівна
Ірина Костянтинівна Пойда (24 липня 1998) — українська плавчиння, дворазова срібна та бронзова призерка Паралімпійських ігор 2024 у Парижі. Майстер спорту України міжнародного класу.
Представляє Дніпропетровську область.
Чемпіонка та срібна призерка кубку світу 2023 року. Дворазова срібна та дворазова бронзова призерка чемпіонату світу 2023 року. Дворазова чемпіонка, триразова срібна та дворазова бронзова призерка чемпіонату Європи 2024 року.

## Державні нагороди
- орден княгині Ольги III ст. (18 вересня 2024) — за досягнення високих спортивних результатів на XVII літніх Паралімпійських іграх у місті Парижі (Французька Республіка), виявлені самовідданість та волю до перемоги, утвердження міжнародного авторитету України[1]